# Reynoldsia aurifera
Reynoldsia aurifera är en tvåvingeart som först beskrevs av Jacques-Marie-Frangile Bigot 1885.  Reynoldsia aurifera ingår i släktet Reynoldsia och familjen husflugor. Inga underarter finns listade i Catalogue of Life.